# Syndroom van Wernicke
Het syndroom van Wernicke of de encefalopathie van Wernicke is een ernstige stoornis van het centraal zenuwstelsel door een lichamelijke oorzaak. Het komt tegenwoordig het meest voor als uiting van een vitamine B1-tekort bij alcoholisten. Recente studies tonen aan dat ook mensen met ernstige eetstoornis deze diagnose kunnen hebben door het langdurige en ernstige vitaminetekort, waaronder vitamine B1.Omdat het syndroom van Wernicke in 80 tot 90% van de gevallen voorafgaat aan het Syndroom van Korsakov spreekt men vaak over het syndroom van Wernicke-Korsakov.
Karl Wernicke beschreef in 1881 voor het eerst de symptomen van het syndroom. Dit zijn:
- verlamming van de oogspieren
- ataxie
- mentale staat van verwarring, delier
- coma
- uiteindelijk de dood.

De verschijnselen kunnen verminderen als men direct thiamine (vitamine B1) toegediend krijgt en stopt met het drinken van alcohol.
De behandeling van het syndroom van Wernicke bestaat uit de eerste 3-5 dagen met 1 dd min 250 mg thiamine HCl iv. (opgelost in 100 ml NaCl 0,9%; inlooptijd 30 min). Indien er na deze 2 à 3 dagen geen respons is opgetreden, dan dient de behandeling gestaakt te worden. Is er wel respons, dan de behandeling continueren met 250 mg/dag thiamine iv. of im. gedurende 3–5 dagen of totdat er geen klinische verbetering meer optreedt.